# 1 E7 s
- 107 s 미만
- 107 초 = 115.74 일 (약 3개월 25일)
- 128.6 일 -- 툴륨-170의 반감기
- 138 일 -- 폴로늄-210의 반감기
- 224.701 일 -- 금성의 공전 주기.
- 271.79 일 -- 코발트-57의 반감기
- 280 일 -- 인간의 평균 임신 기간
- 330 일 -- 바나듐-49의 반감기
- 333.5 일 -- 캘리포늄-248의 반감기
- 353~355 일 -- 태양태음력의 일년.
- 354.37 일 -- 달의 12 삭망월 - 음력의 평균 일년.
- 365 일 -- 태양력에서 평년의 일년.
- 365.24219 일 -- 2000년 기준의 평균 1 태양년.
- 365.2424 일 -- 지구의 공전 주기.
- 365.2425 일 -- 그레고리력의 평균 일년.
- 365.25 일 -- 율리우스력의 평균 일년.
- 365.2564 일 -- 1 항성년
- 366 일 -- 태양력에서 윤년의 일년.
- 373.59 일 -- 루테늄-106의 반감기
- 383~385 일 -- 태양태음력에서 윤년의 일년.
- 383.9 일 -- 달의 13 삭망월 - 음력의 평균 윤년.
- 396.1 일 -- 넵투늄-235의 반감기.
- 462.6 일 -- 카드뮴-109의 반감기.
- 1.88년 = 화성의 공전 주기
- 1.92년 -- 툴륨-171의 반감기
- 108 초 = 1157일 = 3.2년
- 108 s 이상